# ホンダセンター
ホンダセンター（Honda Center）はアメリカ・カリフォルニア州・アナハイムにある屋内競技場。NHLのアナハイム・ダックスの本拠地であり、完成当時はアナハイム・アリーナと呼ばれていたが、アローヘッド・ポンド・オブ・アナハイムを経て、2006年に現地法人のホンダが命名権を取得し、現在の名称になった。

## 概要
こけら落しはバリー・マニロウのコンサートで、WWFのレッスルマニアは1996年と2000年に開催された。UFCも第59弾と第63弾の舞台にもなった。また、スタンレー・カップファイナルでは2003年と2007年に行われていた。
ホンダセンターは三層構造で、17,174席収容できる。
LA28ではバレーボール競技の会場として使用予定